# 대저초등학교
대저초등학교는 대한민국 부산광역시 강서구 대저1동에 위치한 공립 초등학교이다.

## 연혁
- 1922년 5월 15일 김해군 대저공립보통학교 개교(설립인가 3월 19일)
- 1938년 4월 1일 대저공립심상소학교로 개칭
- 1941년 4월 1일 대저공립국민학교로 개칭
- 1950년 4월 1일 대저국민학교로 개칭
- 1978년 2월 15일 행정구역 개편으로 부산시 편입
- 1981년 9월 1일 현재 위치로 교사 증축 이전
- 1993년 9월 7일 체육관 신축 개관
- 1996년 3월 1일 대저초등학교로 개칭
- 2006년 7월 13일 들꽃도서관 개관
- 2008년 6월 5일 영어마을 DEW 개관
- 2011년 3월 31일 돌봄교실(1실) 완공
- 2011년 9월 23일 Wee클래스 조성
- 2012년 2월 29일 과학실 현대화, 창의인성실, 미술실과실 조성
- 2012년 8월 17일 보건실 현대화
- 2012년 10월 12일 장애인 승강기 증축 및 캐노피, 장애우 보도블럭 설치
- 2013년 2월 27일 스마트교실 구축
- 2015년 8월 31일 식물생태공원 재정비 및 물레방아 연못 조성
- 2016년 2월 19일 제93회 졸업식(24명, 총 9916명)
- 2017년 2월 17일 제94회 졸업식(13명, 총 9929명)
- 2018년 2월 20일 제95회 졸업식(5명, 총 9934명)
- 2019년 2월 21일 제96회 졸업식(5명, 총 9939명)
- 2019년 2월 28일 방과후 연계형 돌봄교실 설치
- 2019년 3원 1일 제39대 양창호 교장 취임
- 2019년 4월 26일 복도 안전바 설치
- 2019년 10월 8일 강당 천장 및 벽면 누수공사
- 2020년 2월 11일 제95회 졸업식(5명, 총 9944명)
- 2020년 3월 1일 7학급(특수학급 포함) 편성
- 2022넌 5월 15일 개교 100주년

## 참고 자료
- 대저초등학교 - 한국교육학술정보원 학교알리미